# Yakutiye Medrese

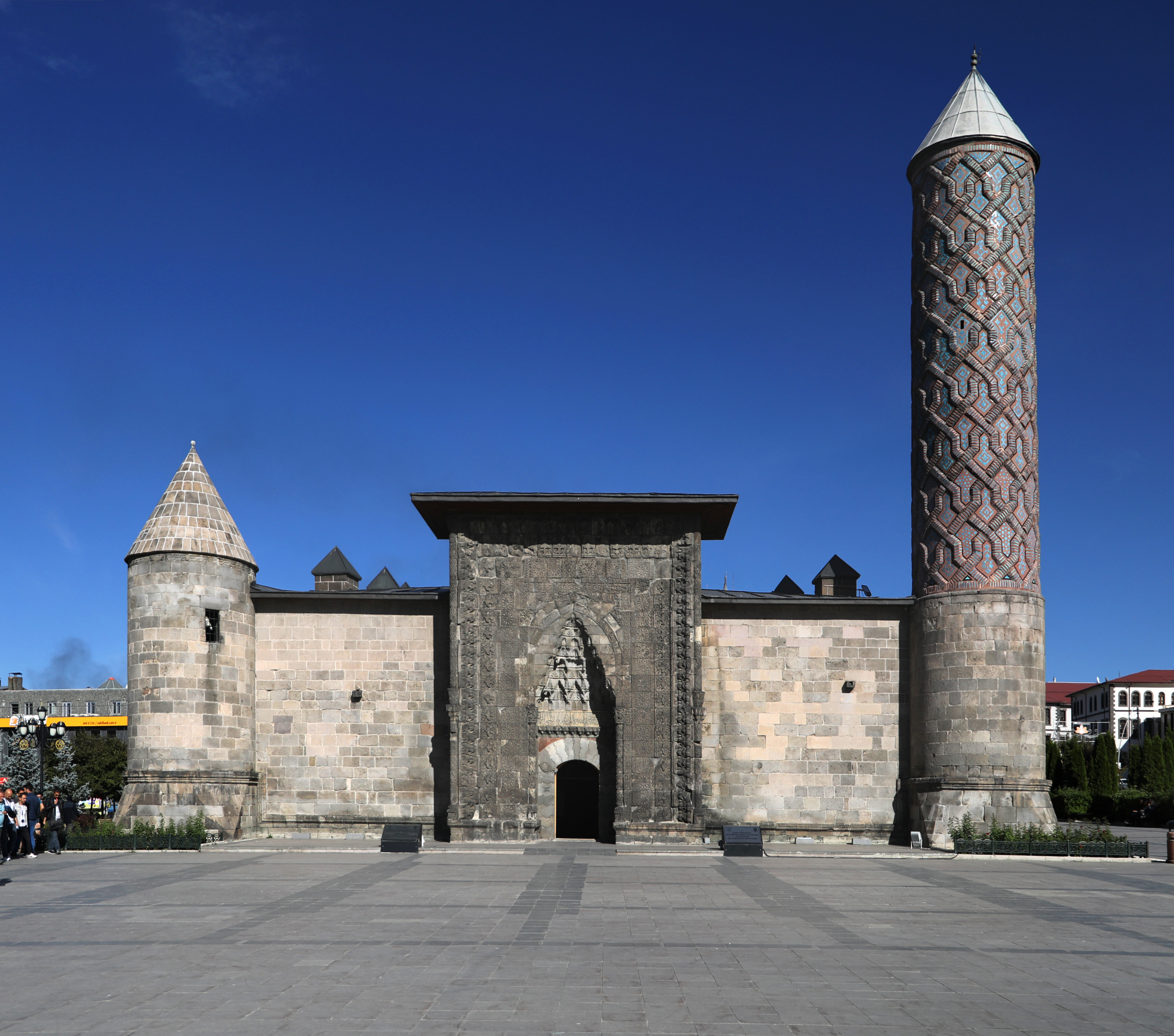
Yakutiye Medrese

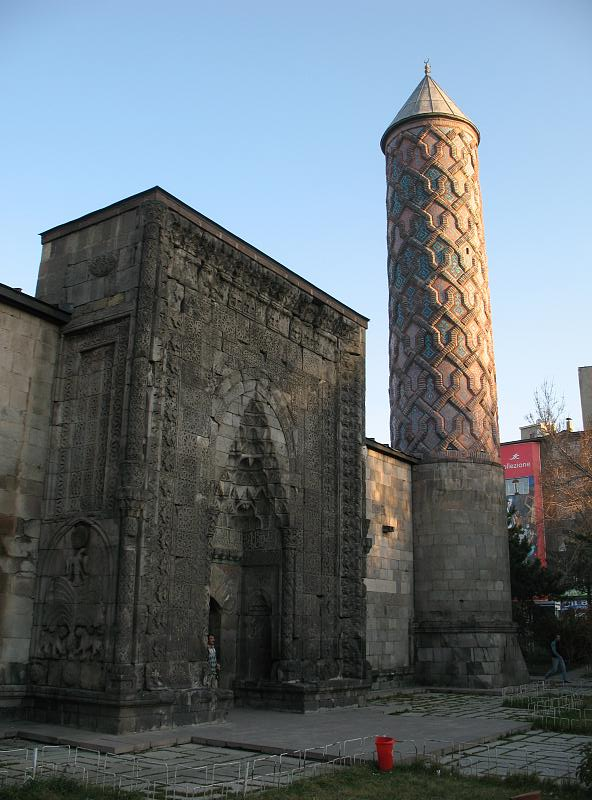
Ingang en minaret van Yakutiye Medrese

De Yakutiye Medrese is een historische 14e-eeuwse madrassa in Erzurum, (Turkije). De madrassa werd gebouwd in 1310 in opdracht van Hoca Yakut, een lokale gouverneur van het Il-kanaat. Het gebouw is naar hem vernoemd.
Het is een rechthoekig gebouw met een binnenplaats, omringd door kamers voor de studenten. Het heeft een monumentaal portaal versierd met stenen beeldhouwwerk en een minaret met geometrische decoraties. Er is ook een aangrenzende kümbet (gonbad). Nu bevindt zich in het gebouw een etnografisch museum.